# Carl Panzram

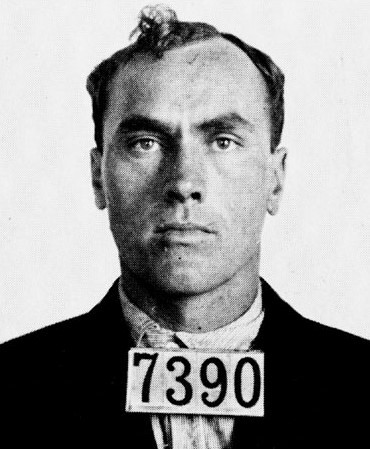
Carl Panzram in 1915

Carl Panzram (28 juni 1891 – 5 september 1930) was een Amerikaanse seriemoordenaar. Hij gebruikte veel schuilnamen zoals "Carl Baldwin", "Jack Allen" en "Jefferson Baldwin". In Oregon gebruikte hij "Jeff Davis", in Idaho en Montana "Jefferson Davis", in Californië en Montana "Jeff Rhodes", in Montana "John King" en de naam"John O'Leary" in New York. Panzram was vanuit een psychologisch perspectief een bijzonderheid onder seriemoordenaars aangezien hij niet gedreven werd door seks, geld of roem maar door zijn misantropie.

## Vroege leven
Charles Panzram werd geboren in Minnesota, als zoon van de Pruisische immigranten Johann "John" en Matilda Panzram. Hij werd opgevoed op de boerderij van zijn familie. In zijn kinder-en-tienerjaren was hij een alcoholist en raakte hij meerdere keren in de problemen met de autoriteiten, meestal wegens inbraak en diefstal. Toen hij 8 was werd hij dronken gearresteerd. Op 14-jarige leeftijd bedreigde hij een leerkracht met een pistool. Hij liep van huis weg datzelfde jaar, en beweerde dat hij werd verkracht door een groep zwervers.
Eenmaal volwassen was Panzram een ware dief. Hij werd meermaals opgepakt en gevangengenomen. In gevangenschap viel hij vaak de bewakers aan en weigerde hun orders op te volgen.  Hij zat een gevangenisstraf uit van 1908 tot 1910 in Fort Leavensworths United States Disciplinary Barracks voor kleine diefstallen nadat hij het Amerikaanse leger had gediend in 1907. William Howard Taft, de toenmalige minister van oorlog keurde de veroordeling goed. In augustus 1920 roofde Panzram in Tafts huis, en stal een grote partij juwelen en obligaties, alsook Tafts .45-handpistool, dat hij vervolgens gebruikte bij enkele moorden.
In zijn autobiografie vertelt Panzram dat hij mannen, vaak nadat hij ze had beroofd, verkrachtte. Niet zozeer omdat hij homoseksueel was, maar omdat dit zijn manier was van heersen over en belachelijk maken van mensen. Naar schatting had hij gedurende zijn leven 1.200 mannen verkracht. Hij beweerde weinig interesse te hebben in vrouwen na te zijn overvallen en gonorroe te hebben opgelopen in een rosse buurt.

## Moord
In 1920 begon Panzram te moorden. Hij vertelde dat hij zeelui uit bars haalde, ze dronken voerde, verkrachtte, doodschoot en daarna in het water dumpte. Hij zei zelf dat hij dit bij tien mannen had gedaan.
Hierna ging Panzram naar Nigeria. Hij beweerde dat hij daar een 11- of 12-jarige jongen had verkracht en vermoord. Hij schreef hierover: "Zijn hersens kwamen uit zijn oren toen ik hem verliet. Hij zal nooit doder zijn dan dit". Hij schreef ook dat hij een roeiboot huurde en de roeiers doodschoot, waarna hij hun lichamen voor de krokodillen gooide.
Terug in Amerika gaf Panzram aan dat hij een man had doodgeschoten omdat hij hem probeerde te beroven. Hij vertelde ook dat hij twee kleine jongens had verkracht en gedood met een steen op 18 juli 1922. Nadat hij werd gearresteerd in 1928, liet hij ook weten dat hij een moord had gepleegd toen hij inbrak in verschillende huizen tussen Baltimore en Washington D.C. en in Philadelphia in 1928. Drie van deze laatste vijf moorden werden bevestigd.

## Gevangenschap en de dood
In 1928 werd Panzram gearresteerd voor inbraak en tijdens zijn gevangenschap kreeg hij van de bewaker Henry Lesser (1902-1983) pen en papier om zijn autobiografie neer te schrijven. Zo schreef hij onder andere:
"In my lifetime I have murdered 21 human beings, I have committed thousands of burglaries, robberies, larcenies, arsons and, last but not least, I have committed sodomy on more than 1,000 male human beings. For all these things I am not in the least bit sorry."
Panzram werd opgehangen op 5 september 1930. Toen de beul vroeg of hij nog laatste woorden had, zei hij: "Ja, schiet op, jij idiote Hoosier! Ik had tien mannen kunnen vermoorden in de tijd dat jij hier liep te zeuren!"